# Vsevolod Svjatoslavitj
Vsevolod Svjatoslavitj, "den rödhårige", (ryska: Всеволод Святославич Чермный: Tjernyj) (?-1212) var härskare i Novgorod-Severskij 1202–1204, Tjernigov 1204-1215, och som Vsevolod IV av Kiev 1206–1207 och 1210–1212. Han var den äldste sonen till Svjatoslav III av Kiev. 
Vsevolod ärvde år 1204 furstendömet Tjernigov från sin far. I november månad 1178 gifte han sig med Maria, dotter till Kazimierz II. Han deltog aktiv i försvaret av Kiev och påkallade vid flertal tillfällen om hjälp från polovtserna. År 1210 ingick han en allians med Vsevolod III av Kiev och upprättade en armé för att belägra Kiev under fyra års tid, tills han fördrevs från Kiev av Vsevolod III:s bågskyttearmé under Mstislav den djärve. Han är inte omnämnd i krönikan och därför antas han ha blivit dödad omkring 1215. Hans krigiska arv gick vidare till hans son, Mikael av Tjernigov.